# Saptha
Saptha là một chi bướm đêm thuộc họ Choreutidae.

## Các loài
- Saptha aeolodoxa (Meyrick, 1928)
- Saptha angustistriata (Issiki, 1930)
- Saptha beryllitis (Meyrick, 1910)
- Saptha chrysoprasitis (Meyrick, 1936)
- Saptha cypridia (Meyrick, 1910)
- Saptha divitiosa Walker, 1864
- Saptha elegans Walsingham, 1900
- Saptha exanthista (Meyrick, 1910)
- Saptha iridopa (Meyrick, 1907)
- Saptha libanota (Meyrick, 1910)
- Saptha macrospila (Diakonoff, 1968)
- Saptha paradelpha (Meyrick, 1907)
- Saptha prasochalca (Meyrick, 1907)
- Saptha pretiosa (Walker, 1866)
- Saptha pronubana (Snellen, 1877)
- Saptha smaragditis Meyrick, 1905
- Saptha tabularia (Meyrick, 1912)